# Katie Bowen
Katie Bowen (Auckland, 15 aprile 1994) è una calciatrice neozelandese, difensore dell'Inter e della nazionale neozelandese.

## Carriera
L'8 settembre 2023, Bowen viene ingaggiata a titolo definitivo dall'Inter, in Serie A, con cui firma un contratto annuale, con opzione per un'ulteriore stagione.

## Palmarès

### Calcio universitario
- NCAA Women's Division I Soccer Championship: 1

North Carolina Tar Heels: 2012

### Nazionale
- Coppa delle nazioni oceaniane femminile: 1

2018